# 奄美市立小宿中学校
奄美市立小宿中学校（あまみしりつ こしゅくちゅうがっこう）は、鹿児島県奄美市にある公立（市立）中学校。

## 沿革
昭和23年 4月6日 三方村立第三中学校として小宿小学校敷地内に創立。
同年8月31日 現在の敷地に移転,校歌制定。30年 2月1日 名瀬市と三方村の合併により名瀬市立小宿中学校と校名変更。
38年 9月1日根瀬部分校設立。
46年 4月1日 根瀬部分校を本校へ統合。
48年 1月19日 新校舎（西側教室1）増築。
53年 12月25日 技術・家庭科室新館竣工。
61年 3月14日 新校舎(1417平方メ-トル)給食室(100平方メ-トル)完成。
63年 1月10日 校庭拡張。

## 通学区域
小宿小学校区域（名瀬大字小宿，名瀬大字小宿（里），名瀬大字朝仁，名瀬朝仁町，名瀬朝仁新町，名瀬浜里町，名瀬平松町），知根小学校区域（名瀬大字知名瀬，名瀬大字根瀬部）